# Láhevník lysý
Láhevník lysý (Annona glabra) je tropický ovocný strom pocházející ze Střední a Jižní Ameriky a západní Afriky.

## Popis
Jde o poloopadavý strom, který dosahuje výšky 3–8 m, vzácně 12–15 m. Listy jsou podlouhle eliptické, zakončené špičkou, dlouhé 7–15 cm a široké až 6 cm. Květy mají zakřivený stopkatý základ, který se na konci rozšiřuje. Kališní lístky měří 4,5 mm na délku a 9 mm na šířku. Vnější korunní lístky jsou krémové s karmínovou skvrnou u báze, vejčitě srdčité, dlouhé 2,5–3 cm a široké 2–2,5 cm. Vnitřní korunní lístky jsou kratší, částečně se překrývají, s krátkým drápem, dlouhé 2–2,5 cm a široké 1,5–1,7 cm; na vnější straně bělavé, na vnitřní tmavě karmínové. Blizny jsou lepivé a opadávají. Plody, tvarem připomínající jablko či mango, dosahují délky až 12 cm a šířky 8 cm, při zralosti jsou zvenku žluté, s dužninou růžovo-oranžovou, spíše suchou, s výraznou aromatickou vůní. Semena jsou světle hnědá, 1,5 cm dlouhá a 1 cm široká.

## Výskyt
Původně se vyskytuje na Floridě, v Karibiku, ve Střední a Jižní Americe a západní Africe. Jako invazní druh se vyskytuje v severním Queenslandu v Austrálii a na Cejlonu, kde roste v ústích řek a dusí mangrovové bažiny.  Roste ve sladké, brakické i slané vodě, dobře se mu daří na březích řek, v přirozeně otevřených nebo narušených mokřadech a v deštných pralesích. Nedaří se mu však v oblastech trvale zaplavovaných nebo příliš stinných.